# Adam Matuszczyk
Adam Matuszczyk (Gliwice, 14 februari 1989) is een Poolse betaald voetballer die bij voorkeur als middenvelder speelt. Hij stroomde in 2009 door vanuit de jeugd van 1. FC Köln.

## Clubcarrière
Matuszczyk begon zijn professionele voetbalcarrière in 2008 bij het tweede elftal van 1. FC Köln. In 2009 maakt hij de overstap naar het eerste elftal van die club. In 2012 werd hij voor een half seizoen verhuurd aan Fortuna Düsseldorf, waarmee hij promoveerde naar de Bundesliga. Ondanks de degradatie van Köln keerde hij per 1 juli 2012 wel weer terug naar die club. Onder leiding van de Oostenrijkse trainer-coach Peter Stöger won hij in het seizoen 2013/14 met 1. FC Köln de titel in de 2. Bundesliga, waardoor de club terugkeerde in de hoogste afdeling van het Duitse voetbal, de Bundesliga.

## Interlandcarrière
Op 29 mei 2011 maakte Matuszczyk zijn debuut als international in een vriendschappelijke thuiswedstrijd tegen Finland (0-0). Sindsdien speelde hij 20 wedstrijden voor Polen waarin hij één keer tot scoren kwam. Hij maakte deel uit van de selectie voor het EK 2012, waar hij één keer in actie kwam.